# Кейсі Карлсон
Кейсі Карлсон (англ. Kasey Carlson, 26 листопада 1991) — американська плавчиня.
Призерка Чемпіонату світу з водних видів спорту 2009 року.